# Totally Crushed Out!
Totally Crushed Out! var bandet That Dogs andra och därmed näst sista album. Albumet gavs ut 18 juli 1995 och spelades in från maj 1994 till januari 1994. Skivbolaget var DGC.

## Låtlista
1. Ms. Wrong
2. Silently
3. In the Back of My Mind
4. He's Kissing Christian
5. Anymore
6. To Keep Me
7. Lip Gloss
8. She Doesn't Know How
9. Holidays
10. Side Part
11. One Summer Night
12. Michael Jordan
13. Rockstar